# William John Eldridge
Sir William John Eldridge, britanski general, * 2. marec 1898, † 3. november 1985 je med prvo svetovno vojno služil v Franciji in Belgiji. Po vojni je sodeloval v operacijah v Iraku. Od 1933 do 1934 je obiskoval Staff College v Camberleyju skupaj z bodočimi generalnimi častniki , kot sta William Dimoline in Ashton Wade . Služil je tudi v drugi svetovni vojni. Leta 1944 je bil napoten v Italijo.
Postal je generalni direktor topniškega na ministrstvu za oskrbe leta 1945 in poveljnik na Kraljevi vojaški College of Science leta 1948.  je bil na generalni načelnik  Aldershot okrožje leta 1951 in nadzornik strelivu na Ministrstvu oskrbe leta 1953; upokojil se je leta 1957.